# Gaüses
Gaüses és un poble del municipi baixempordanès de Vilopriu, situat a 2 km de Camallera. El 2005 tenia 55 habitants.
Actualment es divideix en dos barris: Gaüses de Dalt, on es troba l'església de Santa Maria, i Gaüses de Baix, on està situada la plaça Francesc Macià.
Les principals estructures arquitectòniques de valor artístic són l'església de Santa Maria, on abans feien missa amb els pobles del costat i encara se segueix fent per la gent del poble, i l'Ermita de Sant Roc a Gaüses de Baix, on una vegada a l'any es realitza un aplec. Aquesta ermita va ser restaurada per la gent del poble durant els anys vuitanta, ja que es trobava en ruïnes.
Les principals festivitats locals són l'aplec de Sant Roc i la festa major que se celebra per la mare de Déu d'agost del dia 15 d'agost, l'aplec de sant Roc se celebra al bosc de sant Roc.
L' origen del nom de la població prové de terra de gaücs, que és una espècie comuna de mussols en la zona del Baix Empordà.